# Giuseppe Beneduce
Giuseppe Beneduce (Torre del Greco, 30 luglio 1877 – Napoli, 8 marzo 1942) è stato un avvocato e politico italiano.
Fu deputato del Regno e sottosegretario alla Presidenza del Consiglio durante i Governi Facta I e II.